# Natalia Sidorowicz
Natalia Sidorowicz, geb. Tomaszewska, (* 9. September 1998 in Zakopane, Kleinpolen) ist eine polnische Biathletin, die seit 2022 im Weltcup startet.

## Sportliche Laufbahn

### Juniorenebene und Weltcupdebüt
Natalia Sidorowicz gab ihr internationales Debüt bei den Olympischen Jugendspielen 2016 in Lillehammer teil und wurde 46. und 41. in Sprint und Verfolgung. Auch 2016/17 war die Polin im Juniorenbereich unterwegs, erzielte aber keine erwähnenswerten Ergebnisse. Im Jahr darauf gewann Sidorowicz erstmals eine Einzelmedaille, im Mixedstaffelrennen der Junioreneuropameisterschaften 2018 ergatterte sie mit Joanna Jakieła, Przemysław Pancerz und Marcin Szwajnos Bronze. Bei den folgenden Juniorenweltmeisterschaften erzielte sie bessere Ergebnisse als im Vorjahr, bestes Individualresultat war Platz 12 im Sprint. Anfang 2019 gab Sidorowicz bei ihren Heimrennen in Duszniki-Zdrój ihr Debüt im IBU-Cup, gefolgt von ihrer ersten Podestplatzierung im IBU-Junior-Cup. Nach einer weiteren, von durchschnittlichen Ergebnissen geprägten Saison, lief die Polin 2020/21 erstmals dauerhaft im IBU-Cup und erzielte im Saisonverlauf unter anderem einen 17. Rang im Kurzeinzel von Osrblie. Weiterhin nahm sie an den Europameisterschaften in ihrer Heimat teil.

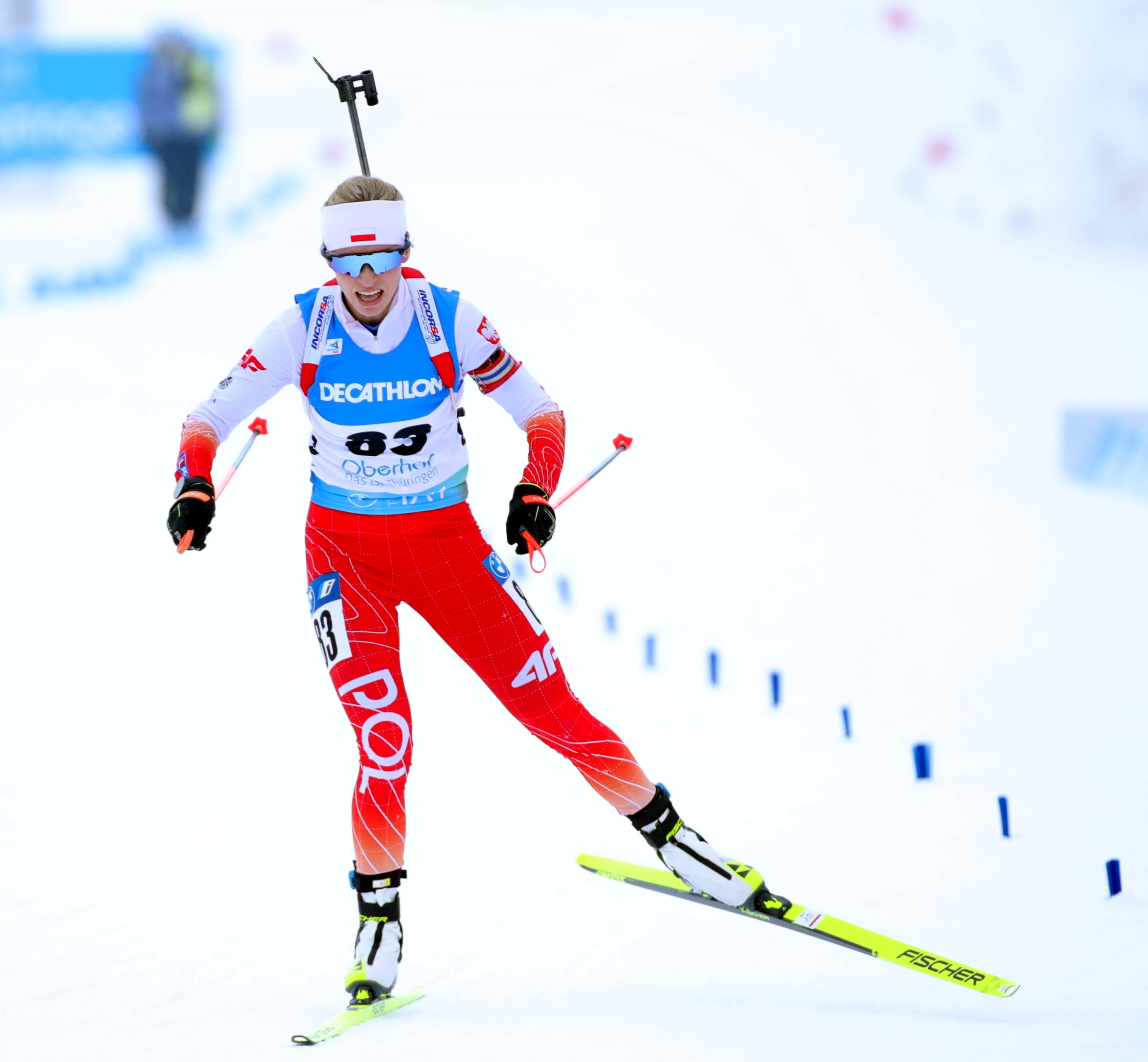
Sidorowicz bei den Weltmeisterschaften 2023

Im Januar 2022 gab Sidorowicz in Ruhpolding ihr Weltcupdebüt, wurde im Sprint aber nur 94. Mit der Damenstaffel um Monika Hojnisz-Staręga, Kamila Żuk und Anna Mąka erzielte sie den guten zehnten Rang. Bei den Europameisterschaften war sie im Verfolgungswettkampf bei extremen Bedingungen die einzige Athletin, die 18 von 20 Scheiben traf und verbesserte sich um 33 Positionen bis auf Platz acht. Mit Beginn des Winters 2022/23 startete die Polin von Anfang an auf der höchsten Rennebene, in Le Grand-Bornand verpasste sie als 42. des Sprintrennens erste Weltcuppunkte nur knapp. Auch an den Weltmeisterschaften nahm die Polin teil und wurde mit der Damenstaffel Neunte. Im August 2023 verpasste sie ihre erste Medaille im Seniorenbereich nur knapp, im Sprintrennen der Sommerbiathlon-WM wurde Sidorowicz Vierte.

### Etablierung im Weltcup
Im Winter 2023/24 steigerte sich Sidorowicz in ihren Leistungen. Ihre ersten Weltcuppunkte gewann sie als 32. des Verfolgungswettkampfes in Hochfilzen, im folgenden Januar erreichte sie in Antholz auch den ersten Massenstart, nachdem sie im vorausgegangenen Einzel Rang 22 belegt hatte. Ihre größten Erfolge feierte die Polin aber bei den Weltmeisterschaften. Dort erreichte sie in Sprint und Verfolgung die Plätze 16 und 14, womit erneut ein Massenstart folgte, den sie ebenfalls als 16. abschloss. Auch mit der polnischen Damenstaffel kamen – nach einigen eher erfolglosen Jahren – die guten Ergebnisse zurück: Insgesamt liefen die Polinnen viermal unter die besten zehn, als Bestergebnis resultierte gemeinsam mit Anna Mąka, Joanna Jakieła und Kamila Cichoń Platz 6 bei den Weltmeisterschaften.
Eine weitere Leistungssteigerung brachte die Folgesaison. Sidorowicz erreichte gleich beim saisoneröffnenden Einzel in Kontiolahti dank fehlerfreiem Schießen Rang vier, wobei sie einen Podestplatz nur um gut zwölf Sekunden verpasste; am gleichen Ort kam mit der Staffel der sechste Platz zustande. Im weiteren Saisonverlauf erzielte die Polin fünf weitere Ergebnisse unter den Top 15, darunter auch Platz 13 im Sprint der Weltmeisterschaften und Rang neun im Massenstart von Oslo Mitte März 2025. In der Weltcupgesamtwertung verbesserte sie sich auf die 29. Position. Nach Saisonende gewann sie bei den Militärweltspielen im Sprint hinter Lou Jeanmonnot die Silbermedaille.

## Persönliches
Natalia Tomaszewska ist seit Juli 2022 mit ihrem ehemaligen Teamkollegen Łukasz Sidorowicz verheiratet.

## Statistiken

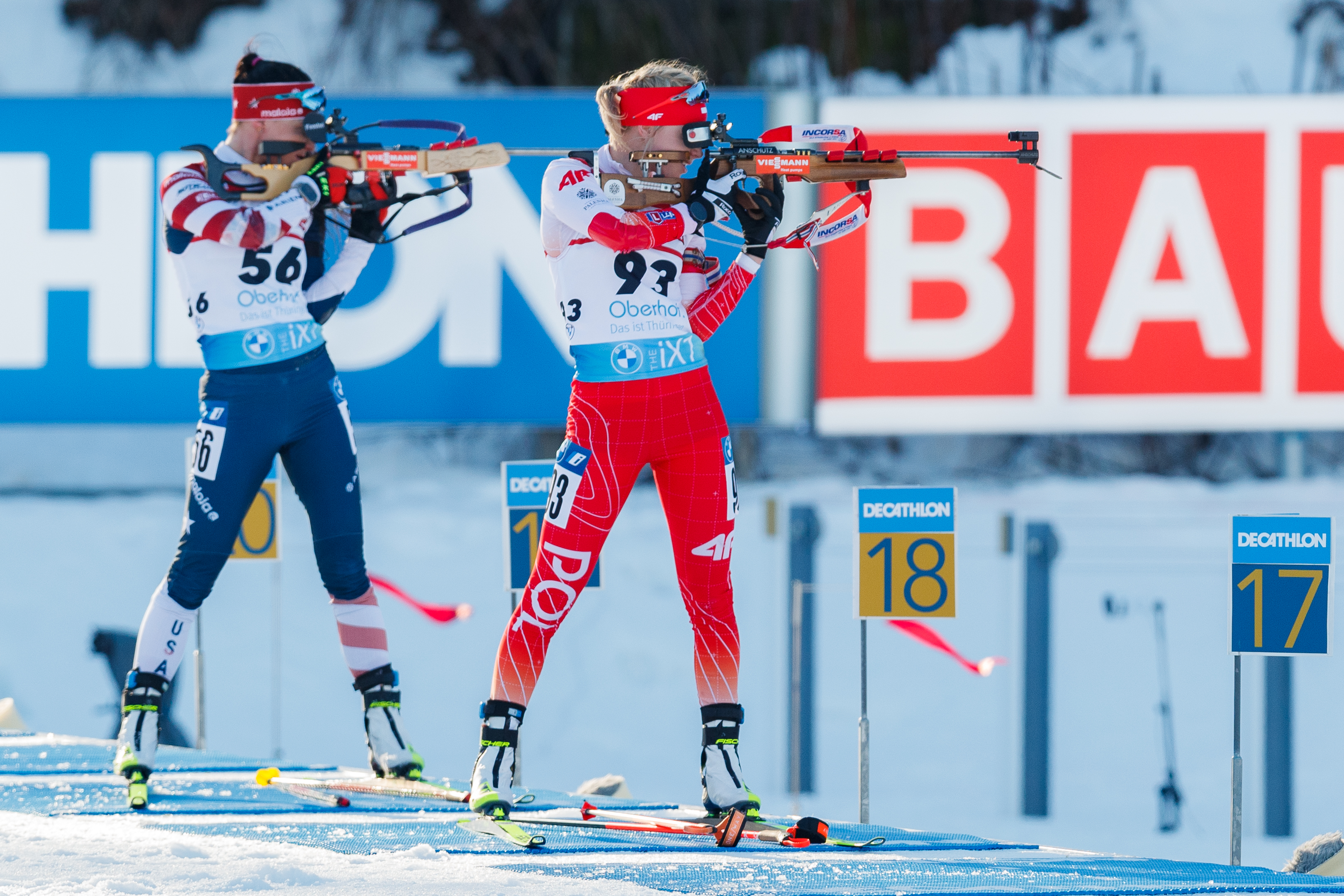
Sidorowicz neben Joanne Reid beim Stehendschießen

### Weltcupplatzierungen
Die Tabelle zeigt alle Platzierungen (je nach Austragungsjahr einschließlich Olympische Spiele und Weltmeisterschaften).
- 1.–3. Platz: Anzahl der Podiumsplatzierungen
- Top 10: Anzahl der Platzierungen unter den ersten zehn (einschließlich Podium)
- Punkteränge: Anzahl der Platzierungen innerhalb der Punkteränge (einschließlich Podium und Top 10)
- Starts: Anzahl gelaufener Rennen in der jeweiligen Disziplin
- Staffel: inklusive Mixed- und Single-Mixed-Staffeln

| Platzierung               | Einzel | Sprint | Verfolgung | Massenstart | Staffel | Gesamt |
| ------------------------- | ------ | ------ | ---------- | ----------- | ------- | ------ |
| 1. Platz                  |        |        |            |             |         |        |
| 2. Platz                  |        |        |            |             |         |        |
| 3. Platz                  |        |        |            |             |         |        |
| Top 10                    | 1      |        |            | 1           | 7       | 9      |
| Punkteränge               | 4      | 6      | 7          | 4           | 23      | 44     |
| Starts                    | 9      | 22     | 12         | 4           | 23      | 70     |
| Stand: Saisonende 2024/25 |        |        |            |             |         |        |

### Weltcupwertungen
Ergebnisse bei Weltcups (Disziplinen- und Gesamtweltcup) gemäß Punktesystem.
| Saison  | Einzel | Einzel | Sprint | Sprint | Verfolgung | Verfolgung | Massenstart | Massenstart | Gesamt | Gesamt |
| Saison  | Platz  | Punkte | Platz  | Punkte | Platz      | Punkte     | Platz       | Punkte      | Platz  | Punkte |
| ------- | ------ | ------ | ------ | ------ | ---------- | ---------- | ----------- | ----------- | ------ | ------ |
| 2023/24 | 47.    | 19     | 62.    | 17     | 46.        | 31         | 43.         | 4           | 50.    | 71     |
| 2024/25 | 13.    | 69     | 30.    | 91     | 35.        | 65         | 33.         | 42          | 29.    | 267    |

### Biathlon-Weltmeisterschaften
Ergebnisse bei den Weltmeisterschaften:
| Weltmeisterschaften | Weltmeisterschaften | Einzelwettbewerbe | Einzelwettbewerbe | Einzelwettbewerbe | Einzelwettbewerbe | Staffelwettbewerbe | Staffelwettbewerbe | Staffelwettbewerbe |
| Jahr                | Ort                 | Einzel            | Sprint            | Verfolgung        | Massenstart       | Damenstaffel       | Mixedstaffel       | S.-M.-Staffel      |
| ------------------- | ------------------- | ----------------- | ----------------- | ----------------- | ----------------- | ------------------ | ------------------ | ------------------ |
| 2023                | Oberhof             | 56.               | 74.               | –                 | –                 | 9.                 | –                  | –                  |
| 2024                | Nové Město          | 47.               | 16.               | 14.               | 16.               | 6.                 | –                  | 13.                |
| 2025                | Lenzerheide         | 26.               | 13.               | 55.               | 23.               | 9.                 | 14.                | –                  |

### Jugend-/Juniorenweltmeisterschaften
Jakieła nahm 2017 an den Jugend-, ab 2018 an den Juniorenwettkämpfen teil.
| Weltmeisterschaften | Weltmeisterschaften | Einzelwettbewerbe | Einzelwettbewerbe | Einzelwettbewerbe | Damenstaffel |
| Jahr                | Ort                 | Einzel            | Sprint            | Verfolgung        | Damenstaffel |
| ------------------- | ------------------- | ----------------- | ----------------- | ----------------- | ------------ |
| 2017                | Osrblie             | 28.               | 69.               | –                 | 15.          |
| 2018                | Otepää              | 25.               | 12.               | 19.               | 5.           |
| 2019                | Osrblie             | 66.               | 45.               | 44.               | 10.          |
| 2020                | Lenzerheide         | 32.               | 51.               | 44.               | 6.           |